# Шубенок, Николай Николаевич
Никола́й Никола́евич Шубено́к (род. 4 мая 1985, Комарин, Гомельская область) — белорусский легкоатлет, специалист по многоборьям. Выступал за сборную Белоруссии по лёгкой атлетике в 2004—2013 годах, чемпион Универсиады в Белграде, трёхкратный победитель Кубка Европы в командном зачёте, участник летних Олимпийских игр в Пекине. Мастер спорта Республики Беларусь международного класса.

## Биография
Николай Шубенок родился 4 мая 1985 года в городском посёлке Комарин Брагинского района Гомельской области.
Занимался лёгкой атлетикой в СДЮШОР № 2 ГООС БФСО «Динамо», позже проходил подготовку в Минске в столичном Республиканском центре физического воспитания и спорта учащихся и студентов. Окончил Витебский государственный технологический университет.
Дебютировал в десятиборье на международном уровне в сезоне 2004 года, когда вошёл в состав белорусской национальной сборной и выступил на юниорском мировом первенстве в Гроссето — провалил все попытки в прыжках в длину и без результата вынужден был досрочно завершить выступление.
В 2007 году на Кубке Европы по легкоатлетическим многоборьям в Таллине стал серебряным призёром личного зачёта и помог своим соотечественникам выиграть мужской командный зачёт. Будучи студентом, представлял страну на летней Универсиаде в Бангкоке, где в программе десятиборья показал пятый результат.
В 2008 году занял 11-е место на международных соревнованиях Hypo-Meeting в Австрии, тогда как на Кубке Европы в Хенгело вновь победил в командном зачёте. Благодаря череде удачных выступлений удостоился права защищать честь страны на летних Олимпийских играх в Пекине — набрал в сумме всех дисциплин десятиборья 7906 очков, расположившись в итоговом протоколе соревнований на 16-й строке.
После пекинской Олимпиады Шубенок остался в составе легкоатлетической сборной Белоруссии и продолжил принимать участие в крупнейших международных соревнованиях. Так, в 2009 году на Кубке Европы в Щецине он стал шестым в личном зачёте и завоевал золото командного зачёта, а позже одержал победу на Универсиаде в Белграде.
В 2011 году на Кубке Европы в Торуне был шестым в личном зачёте и взял бронзу командного зачёта. На Универсиаде в Шэньчжэне занял шестое место.
В 2012 году отметился выступлением на чемпионате Европы в Хельсинки, где с результатом в 7948 очков стал девятым. Также в этом сезоне на соревнованиях в Асиккале установил свой личный рекорд в десятиборье — 8055 очков.
На Кубке Европы 2013 года в Таллине занял одиннадцатое и четвёртое места в личном и командном зачётах соответственно.
За выдающиеся спортивные достижения удостоен почётного звания «Мастер спорта Республики Беларусь международного класса»